# Hrabstwo Kittitas
Hrabstwo Kittitas (ang. Kittitas County) – hrabstwo w stanie Waszyngton w Stanach Zjednoczonych. Hrabstwo zajmuje powierzchnię całkowitą 2333,11 mil² (6042,73 km²). Według szacunków United States Census Bureau w roku 2009 miało 39 532 mieszkańców. Jego siedzibą jest Ellensburg.
Jednostka administracyjna została wydzielona w 1884 r. z obszaru hrabstwa Yakima.

## Miasta
- Cle Elum
- Ellensburg
- Kittitas
- Roslyn
- South Cle Elum

## CDP
- Easton
- Ronald
- Snoqualmie Pass
- Thorp
- Vantage